# Transporte Presidente Errázuriz

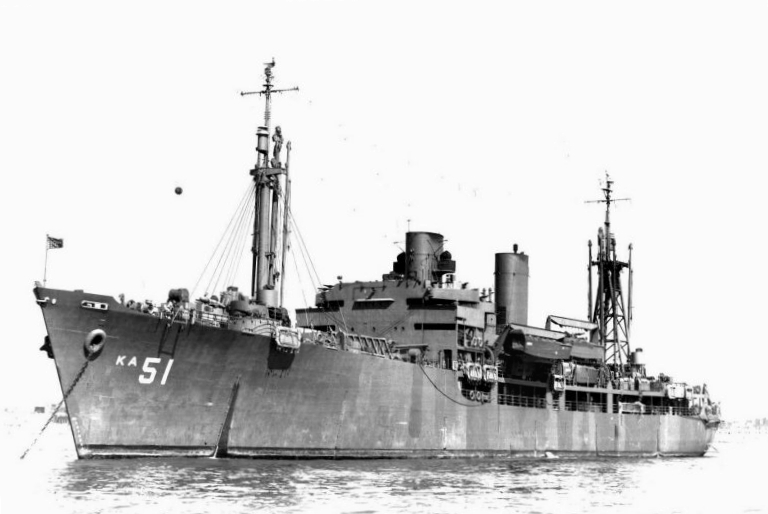
Transporte USS Xenia (AKA-51)

El Transporte Presidente Errázuriz fue un transporte de la clase Artemis de la Marina de los Estados Unidos, lanzado al agua en 1943 y bautizado USS Xenia AKA 51. En 1946 fue adquirido por el gobierno de Chile.
Junto al transporte Presidente Pinto fueron las primeras naves de la Armada de Chile que contaron con radares.

## Características
Tenía un desplazamiento estándar de 4.100 toneladas y 6.744 a toda carga. Su eslora era de 130 metros su manga de 17,7 metros y calado de 5 metros. Tenía dos máquinas turbo eléctricas de 600 SHP que le proporcionaban un andar de 17 nudos. Contaba con 2 calderas. Su armamento era: 1 cañón de 4,7", 2 de 3" y 8 ametralladoras antiaéreas de 40 mm. Su dotación normal era de 225 hombres.
Eran eficientes y veloces y equipados con tecnología avanzada en maquinaria, comunicaciones y navegación. Junto al transporte "Presidente Pinto", fueron los primeros buques de la Armada de Chile que contaron con radares.

## Historia
La marina de Estados Unidos ordenó la construcción en serie de este tipo de transporte durante la Segunda Guerra Mundial con el propósito de recuperar las islas del Pacífico Norte que se encontraban en poder de Japón. Fue construido en los astilleros Walsh-Kaiser, de Rhode Island y lanzado al agua el 27 de junio de 1943.
El término de la guerra dejó a Estados Unidos con un gran número de estos transportes disponibles ofreciéndolos en venta a diversos países. Chile adquirió dos de estas naves. El Presidente Errázuriz fue adquirido en Joint's Point, New York, EE. UU. de N.A., izando la bandera chilena el 20 de diciembre de 1946.

## Servicio en la Armada de Chile
Adquirido en los Estados Unidos recaló a Valparaíso, Chile el 5 de mayo de 1947 siendo incorporado a la Escuadra.
- El 26 de julio de 1947 zarpó a Alemania a repatriar chilenos que se encontraban en precarias condiciones, después de la Segunda Guerra Mundial. Se aprovechó esta comisión para embarcar al curso de guardiamarinas del año 1947 en viaje de instrucción. Zarpó de regreso a Chile el 20 de octubre, recalando a Valparaíso el 15 de diciembre de 1947.
- 1948, se reintegró a la Escuadra como buque insignia, participando en los primeros ejercicios anfibios efectuados por la Armada en la zona de Quintero.
- 1949, en octubre sufrió fallas en su maquinaria, las que no pudieron ser reparadas.
- 1950, fue declarado buque cuartel de la base naval de Talcahuano.